# 輝煌時代
巴黎浪族（The Moderns）是一部1988年阿伦·鲁道夫执导的劇情片，由凯斯·卡拉定、琳達·菲奧倫蒂諾、凯文·J·奥康纳、尊龍主演。電影講述在文藝界中「迷惘的一代」，集體於第一次世界大戰後在巴黎文學講座鬼混，靠聊天唱歌頹廢度日，並創作文學的故事。
影片以輝煌的1920年代為全劇的大背景和刨析對象，以人物兩次的真假虛幻的錯位來諷刺、揭示對瘋狂且光彩琉璃的二十年代的思考。全片步調慵懶緩慢。
影片主題曲是法文名曲《跟我説愛我》，原聲於全片結束時再唱一次。